# Pardannelse
 Der er for få eller ingen kildehenvisninger i denne artikel, hvilket er et problem. Du kan hjælpe ved at angive troværdige kilder til de påstande, som fremføres i artiklen.

Pardannelse er en kvantemekanisk proces hvorunder energi, i form af en foton med tilstrækkelig lav bølgelængde, omdannes til masse, i form af en elektron og en positron. Fænomenet kan indtræffe hvis fotonenergien som minimum svarer til den samlede hvilemasse for de to dannede partikler; 1,02 MeV, når fotonen passerer tæt forbi en atomkerne (vist på illustrationen til højre).
(Den modsatte proces af pardannelse er annihilation hvor en partikel og en antipartikel indfanges af hinanden og danner en foton.)